# Tora e Piccilli
Tora e Piccilli é uma comuna italiana da região da Campania, província de Caserta, com cerca de 1.068 habitantes. Estende-se por uma área de 12 km², tendo uma densidade populacional de 89 hab/km². Faz fronteira com Conca della Campania, Marzano Appio, Presenzano.

## Demografia
| Variação demográfica do município entre 1861 e 2011                               |
|                                                                                   |
| Fonte: Istituto Nazionale di Statistica (ISTAT) - Elaboração gráfica da Wikipedia |